# Názvosloví derivátů arenů
Názvosloví derivátů arenů je součástí organického chemického názvosloví a určuje názvy derivátů arenů podle vzájemné polohy jiných než vodíkových substituentů na aromatických jádrech.

## Ortho-,meta-apara-substituce

Hlavní druhy substituce arenů

- U ortho-substituce jsou substituenty navázány na sousední pozice, které tak lze očíslovat 1 a 2. Na obrázku vpravo jsou tyto pozice označeny R a ortho.
- U meta-substituce jsou substituenty na pozicích 1 a 3 (R a meta na obrázku vpravo).
- Při para-substituci se substituenty nacházejí na opačných koncích (1 a 4, na obrázku R a para).

Jako příklady lze uvést jednotlivé izomery toluidinů.

### Příprava
Skupiny dodávající elektrony, jako jsou amino-, hydroxylové, alkylové a fenylové, řídí elektrofilní substituce do poloh ortho a para a skupiny, které elektrony odtahují (snižují elektronovou hustotu), například nitro, nitrily a ketony, většinou řídí substituce do poloh meta.

### Vlastnosti
I když přesný vliv na vlastnosti závisí na konkrétní sloučenině, tak platí, že u jednoduchých disubstituovaných arenů mají všechny tři izomery podobné teploty varu. Liší se ovšem teploty tání, jež bývají obvykle nejvyšší u para izomerů, které také bývají nejméně rozpustné v daném rozpouštědle.

### Odděleníorthoaparaizomerů
Protože skupiny dodávající elektrony řídí substituce do poloh ortho i para, tak je v organické syntéze častá potřeba je od sebe oddělit. Toto oddělení se dá provést několika způsoby:
- Jednotlivé izomery se často dají izolovat sloupcovou chromatografií, protože ortho izomer je zpravidla polárnější než para.
- Rekrystalizaci lze použít k získání čistých para produktů na základě toho, že jsou méně rozpustné než ortho izomery a krystalizují tak dříve; je ovšem třeba zabránit kokrystalizaci s ortho izomerem.[2]
- Mnoho nitrosloučenin má ortho a para izomery s výrazně odlišnými teplotami varu, které tak je možné oddělit destilací. Z těchto izomerů se dají vytvořit diazoniové soli a následně připravit další ortho či para sloučeniny.[3]

## Ipso,mesoaperisubstituce

ipso-substituce
meso-substituce
peri-substituce

- Ipso-substituce nastává, pokud jsou během elektrofilní aromatické substituce dva substituenty v meziproduktu navázány na stejný atom uhlíku. Trimethylsilylové, terc-butylové a isopropylové skupiny mohou vytvářet stabilní karbokationty a jsou tak ipso-řídicími skupinami.
- Meso-substituce nastává. pokud je substituent na benzylové pozici. Mezi sloučeniny, u kterých se vyskytuje, patří kalixareny a akridiny.
- Peri-substituce se vyskytují u naftalenů při navazování skupin do poloh 1 a 8.

## Cineatelesubstituce
- U cine-substituce se nově navazovaná skupina navazuje vedle místa, kde je přítomna odstupující skupina; vytváří se mimo jiné v reakcích arynů.[4]
- Tele-substituce nastává, pokud se nová skupina naváže na uhlík vzdálený od odstupující skupiny o více než jeden atom.[5]

## Původ označení
Předpony ortho, meta a para jsou řeckého původu a znamenají správný, následující a vedle. Označení ortho se používalo pro původní sloučeninu, izomer býval často pojmenováván jako meta sloučenina, například triviální názvy kyselina orthofosforečná a kyselina trimetafosforečná nemají nic společného s aromatickými sloučeninami. Označení para pouze pro navzájem podobné sloučeniny., takže například Jöns Jakob Berzelius označil v roce 1830 racemickou kyselinu vinnou jako kyselinu „paravinnou“. Používání předpon ortho, meta a para k odlišování izomerů disubstitovaných aromatických kruhů zavedl Wilhelm Körner roku 1867, kdy ovšem použil označení ortho pro 1,4-izomer a meta pro 1,2-izomer. Karl Gräbe v roce 1869, jako první použil předpony ortho-, meta- a para- k odlišení poloh substituentů na disubstituovaném aromatickém jádru (zde šlo o naftalen). V roce 1870 Viktor Meyer jako první použil Gräbeovo názvosloví u benzenu. Současná podoba tohoto označování se zavedla v roce 1879.

## Příklady
Jako příklady použití uvedeného názvosloví jsou zde použity kresoly, C6H4(OH)(CH3):

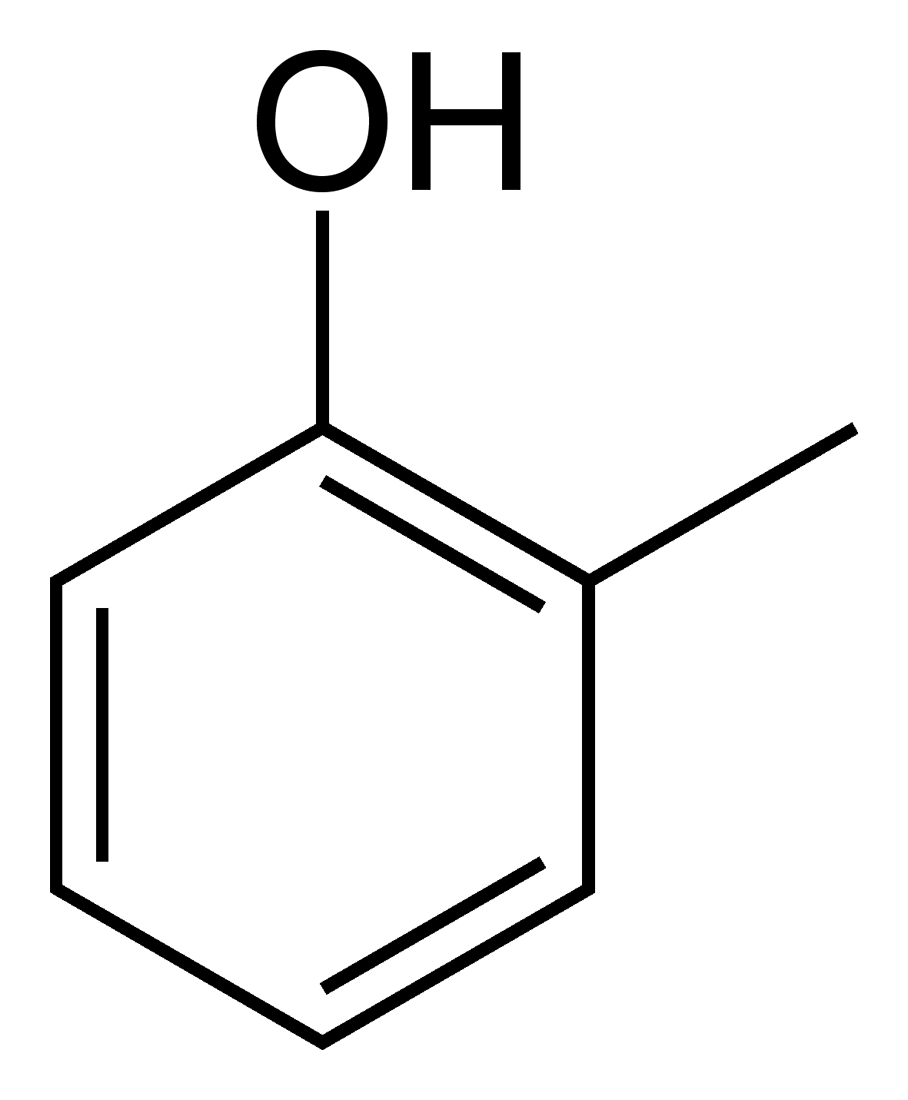
o-krezol
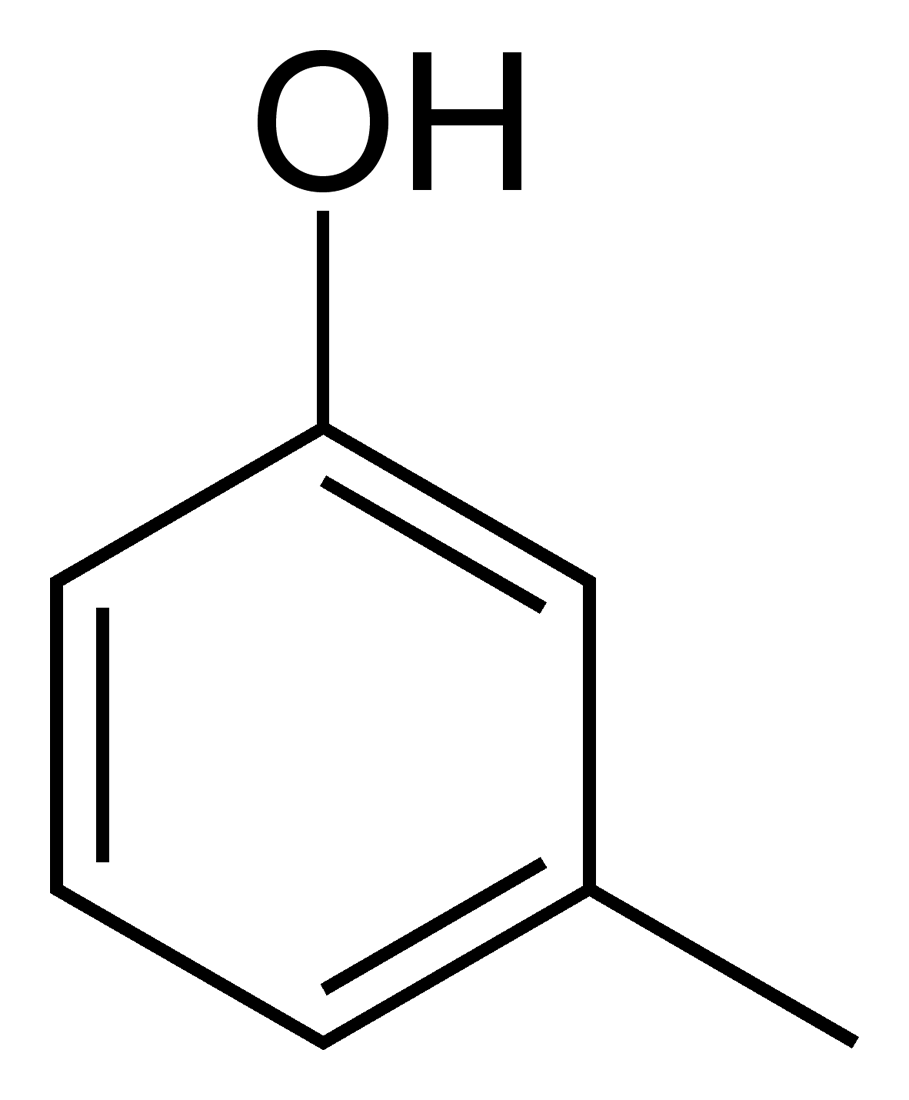
m-krezol
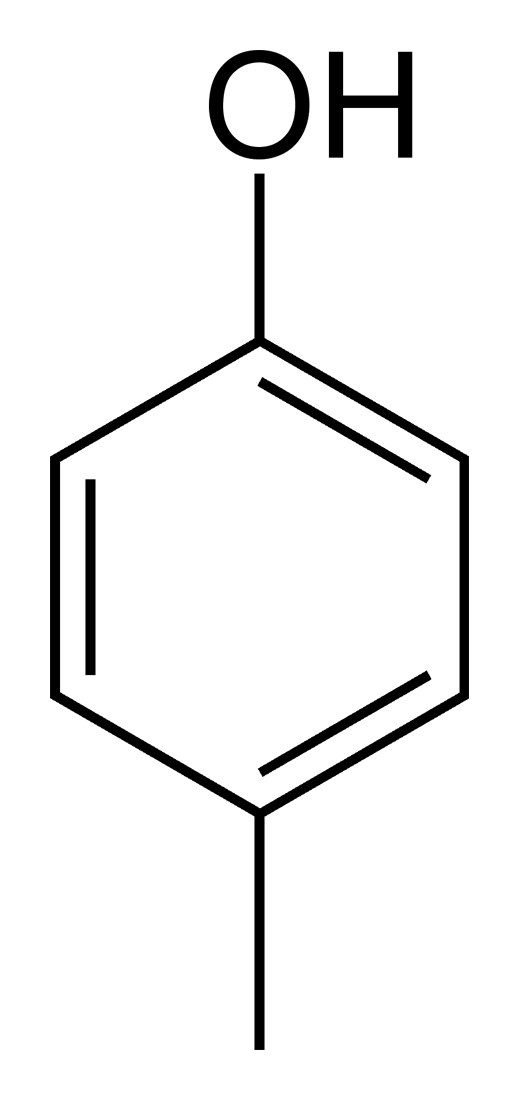
p-krezol

Existují tři navzájem izomerní benzendioly (C6H4(OH)2) – ortho izomer pyrokatechol, meta izomer resorcinol a para izomer hydrochinon:

pyrokatechol
resorcinol
hydrochinon

Tři substituční izomery má také benzendikarboxylová (C6H4(COOH)2), ortho izomer kyselina ftalová, meta izomer kyselina isoftalová a para izomer kyselina tereftalová:

kyselina ftalová
kyselina isotalová
kyselina tereftalová

Tato označení lze také použít pro šestičlenné aromatické heterocykly, jako jsou pyridin, kde je heteroatom (zde dusík) považován za substituent, například nikotinamid a kyselina nikotinová mají meta substitutuenty a kation pralidoximu má na pyridinovém jádru substituent typu ortho.

kyselina nikotinová
nikotinamid
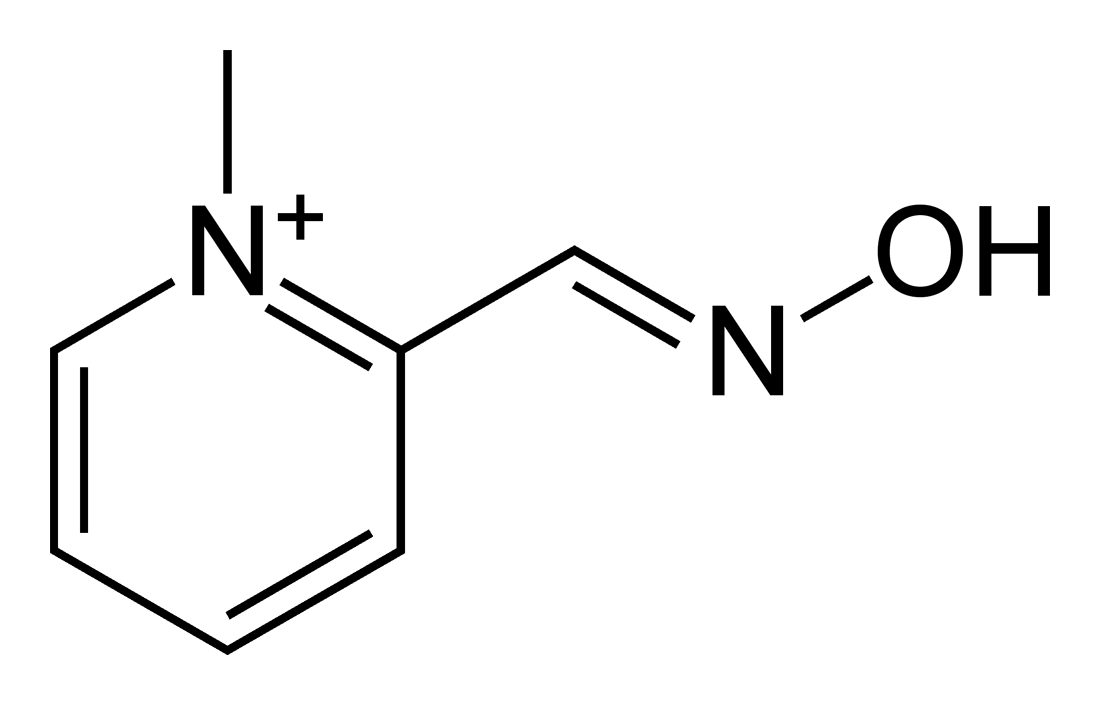
pralidoxim